# متحف سوهاج القومي
متحف سوهاج القومي يقع على مساحة 950 متر بمسطح 6500 متر مربع، ويضم 6 قاعات للعرض ونحو ألف قطعة أثرية. تم بناء المتحف على بدروم ودور أرضي، وبدأ العمل فيه عام 1993 وتوقف عام 1996، وعقب ذلك تم إسناده لجهاز الخدمة الوطنية عام 2004 إلى عام 2010، وتم استئناف العمل به في منتصف عام 2016، وافتتح في 12 أغسطس 2018. بلغت التكلفة الإجمالية للمتحف 72 مليون جنيه.

## محتويات المتحف
يحتوى المتحف على ثمانية قاعات لعرض الأثار تشتمل تلك القاعات على 963 قطعه أثريه مابين قطع أثريه داخل الفتارين وقطع معروضه عرض خارجى بالإضافه إلى مخزن أثار بالبدروم به مايقرب من 2100 قطعه أثريه.
   وجميع القطع الأثريه مستخرجه من مواقع أثريه تابعه لمحافظة سوهاج مثل أبيدوس , الرقاقنه , المنشأه , أخميم , الحواويش , الشيخ حمد ، قرية إدفا.